# ديك باكر
ديك باكر (بالهولندية: Dick Bakker)‏ هو منتج أسطوانات وملحن هولندي، ولد في 23 مايو 1947.

## وصلات خارجية
- الموقع الرسمي
- ديك باكر على موقع IMDb (الإنجليزية)
- ديك باكر على موقع ميوزك برينز (الإنجليزية)
- ديك باكر على موقع ديسكوغز (الإنجليزية)